# Tarta Batik
La Tarta Batik (malayo: Kek batik) es un tipo de tarta no horneada. Este pastel se hace mezclando galletas María machacadas combinadas con sirope chocolate o natilla líquida hecha con huevo, margarina/mantequilla, leche condensada, Milo y cacao en polvo. La tarta se sirve durante ocasiones especiales como el Eid al-Fitr y Navidad.

## Historia
El origen de este tipo de pastel es un incierto. La tarta Batik es similar a un Kalter Hund  y la tarta de galleta de último Príncipe Guillermo, con algunos ingredientes diferentes. Ya que Malasia y Brunéi eran antaño colonias de Gran Bretaña, se cree que el pastel fue introducido por los británicos. En Brunéi, su tarta Batik lleva una cubierta verde.

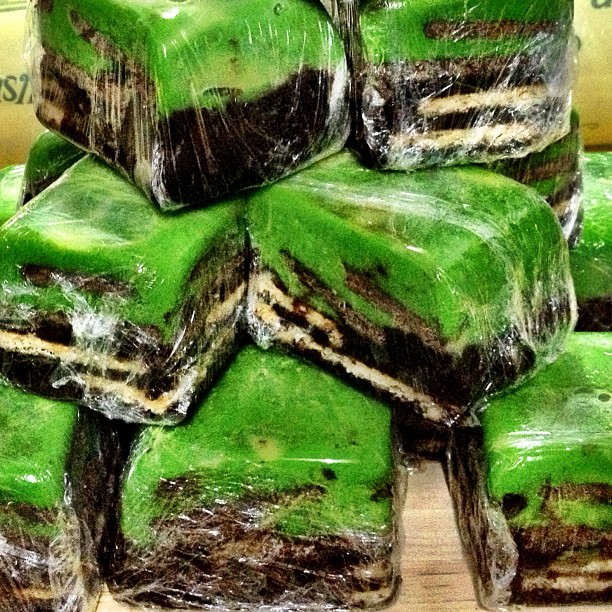
Otra variedad de Batik pastel de Brunéi con cubierta verde